# Палатка
Палатка е подслон, временно жилище, при полеви условия, което бързо се сглобява и разглобява. Намира широко приложение в туризма, алпинизма, армията, а също така при научни експедиции.
Палатката води своето начало много назад в миналото. Тя е била използвана от хората, които са пребивавали далеч от дома си, например овчари, които са изграждали палатките си от кожа и груби платове. Палатки от кожа са се използвали от Римската армия и от номадските племена.
Днес палатките се използват предимно с туристически цели – за къмпингуване и туризъм. Други приложения на палатката са за целите на армията, при аварийни ситуации и положения, при протестни събития и движения, и по време на фестивали и събития.
Големината на палатките варира от походни такива, които могат да подслонят само един човек до огромните палатки на цирка, които могат да поберат хиляди хора. Повечето палатки се сглобяват за период от 5 до 25 минути. Изработват се от брезент или други водонепропускливи материали като найлон и полиестер.

## Компоненти на палатката[4]
1. Платнище – това покривът на палатката, който придава нейната функция на подслон, временно жилище. Платнището представлява основният (външен) плат на палатката. Това е един от най-важните елементи. Другото му наименование е покривало.
2. Рейки – това е скелетът, конструкцията на палатката. Той придава нейната форма. Рейките представляват гъвкави тръби, най-често изработени от фибростъкло, алуминий, стомана или карбон, които са свързани помежду си с ластична корда и при огъването им образуват конструкцията (скелето) на палатката. Съществуват разнообразни конструкции и различни видове рейки според типовете палатки.
3. Спално помещение – съществува само при двуслойните палатки. При тях единият слой е платнището, а вторият е именно спалното помещение. То създава допънителна изолация от външните условия.
4. Под  – това е основата на палатката. В зависимост от модела палатка подът може да бъде пришит към платнището, пришит към спалното помещение или да се закача на допълнителни куки или цип към платнището. Обикновено двуслойните туристическите палатки предлагат под за спалното помещение, но не и за покривалото, докато палатките за къмпинг предлагат под както за спалните помещения, така и за покривалата.
5. Обтегачи – това са въжета, чрез които палатката се опъва, за да не провисва плата и за да бъде устойчива на вятър и вода.
6. Колчета за осигуряване – това са клинове, които забивате в земята, за да опънете обтегачите на палатката. Съществуват различни по дължина и материали колчета според вида на палатката и мястото, където смятате да къмпингувате.
7. Чанта за транспорт и съхранение – в нея компактно съхранявате и транспортирате палатката без да има опасност да загубите някой от елементите.

## Видове палатки
Видовете палатки могат да бъдат класифицирани по няколко критерия:

### Според конструкцията
Според конструкцията палатките биват два основни вида:
1. Куполни палатки – това са палатките, при които основните рейки тръгват от земята, огъват се, при най-високата им точка се преплитат на кръст и образуват форма на купол. Другото им наименование, с което са по-познати, е палатка тип иглу.
2. Тунелни палатки – това са палатките, при които основните рейки тръгват от земята, огъват се и приемат формата на арка. Те не се докосват една до друга и са наредени една зад друга, образувайки тунел.

### Според приложението и теглото
Според приложението и теглото палатките биват следните видове:
1. Ултралеки палатки – те са изработени от свръхлеки материали. Конструкцията им (рейките) е направена от олекотени алуминиеви сплави или от карбон. Теглото им е между 1 кг и 3 кг. Ултралеките палатки се използват за туристически цели от хора, които ги носят в раница. Имат едно спално помещение, в което побират 1-2 души, по изключение до трима души. Разпъват се лесно за около 3-5 минути. Поради лесната им употреба те са предпочитани при поредни нощувки на различни места.
2. Семейни палатки – те са обемни и тежки (над 10 кг). Могат да имат от едно до няколко помещения и да поберат от 3 до 8 души. Конструирани са от стабилни рейки, най-често стоманени и алуминиеви, но могат да включват и рейки от фибростъкло. Използват се от хора, които отиват на къмпинг за продължително време и ги пренасят с кола. Разпъването отнема от 10 до 30 минути и се прави веднъж за цялата почивка, която е стационарна.
3. Мултифункционални палатки – те са хибрид между ултралеките и семейните палатки. Обемът и теглото им са по-малки – условно от 4 кг. до 8 кг. Могат да поберат от 1 до 4 души и разпъването им да отнеме от 5 до 20 минути. Многофункционалните палатки обикновено имат едно спално помещение с по-голямо преддверие за съхранение на багаж. Те се предпочитат от хора, които търсят добър баланс между лека и компактна палатка с функционално разпределение на вътрешната площ.
4. Бързоразпъващи се палатки (Pop-up) – тези палатки са направени да се разпъват без сглобяване. Необходимо е просто да ги извадите от чантата за транспорт и съхранение, да ги поставите на земята и да опънете обтегачите с колчетата. Те са направени от гъвкави рейки, най-често от фибростъкло, които се навиват и приемат кръгла форма, за да се сгъне палатката. Бързоразпъващите се палатки се разпъват за 5 до 10 минути, подходящи са за 2-4 души и се предпочитат от хора, които отиват до мястото на къмпинг
5. Фестивални палатки – това са палатките за начинаещи и за хората, на които рядко им се случва да ходят на къмпинг. Те са подходящи за една, максимум две нощувки. Направени са от сравнително евтини материали и нямат добри характеристики за ветроустойчивост и водонепропускливост. Обикновено се използват от 1 – 3 души.

- Видове палатки
- Палатки на радио фестивал, 2005
- Палатка в гората
- Американска военна палатка
- Арабска палатка, 1335 година
- Циркова шатра